# Бабанов, Игорь Евгеньевич
Игорь Евгеньевич Бабанов (15 октября 1936, Тбилиси — 24 января 1994, Санкт-Петербург) — переводчик, искусствовед, историк, писатель
, преподаватель, общественный деятель. С 1975г. член профессиональной группы переводчиков при Союзе писателей СССР, с 1989 член Союза писателей СССР.

## Биография
Родился в Тбилиси 15 октября 1936 года. Окончил историко-филологическое отделение Тбилисского педагогического института. С 1960-х жил в Ленинграде, переводил (с германских, европейских,индоевропейских и других языков) и комментировал «памятники мировой культуры», специалист по античности.
```
С 1975г. член профессиональной группы переводчиков при Союзе писателей СССР, с 1989 член Союза писателей СССР.
```

Умер 24 января 1994 года в Санкт-Петербурге.